# Ченчи, Бальдассаре
Бальдассаре Ченчи (итал. Baldassare Cenci; 1 ноября 1710, Рим, Папская область — 2 марта 1763, Неттуно, Папская область) — итальянский куриальный кардинал и доктор обоих прав. Секретарь Священной Конгрегации Священной Консульты с 26 ноября 1753 по 23 ноября 1761. Кардинал-священник с 23 ноября 1761, с титулом церкви Санта-Мария-ин-Арачели с 25 января 1762.